# تولدت مبارک (فیلم ۱۳۹۰)
تولدت مبارک فیلم کوتاهی به کارگردانی و نویسندگی میثم حسن‌زاده‌است. این فیلم موفق به حضور در فستیوال‌هایی چون جایزه طلایی لندن، بینش هند و سحر منچستر شده‌است.

## خلاصه
داریوش و علیرضا که دیگر وقتی برای از دست دادن ندارند؛ در تلاشند تا از زمان باقی مانده خود برای زنده ماندن استفاده کنند؛ روز تولد داریوش است و هر صدایی آنها را به مرگ نزدیک‌تر می‌کند و …

## عوامل
- نویسنده و کارگردان: میثم حسن‌زاده
- تهیه‌کننده: حمید حسن‌زاده
- بازیگران:
  - علیرضا مرجب
  - داریوش گرگ‌وند
- فیلم‌برداز:
  - دانیال رضایی
  - میثم فلاح
  - علی حمزه
- تدوین: احسان شیبانی
- طراح صدا: علیرضا علویان
- صدابردار: میلاد خزائی
- دستیار کارگردان و برنامه‌ریز:
  - نازیلا ملکی
  - شکوفه امیری

## افتخارات
| جشنواره               | تاریخ | محل برگزاری      | بخش         | نامزد        | نتیجه    |
| --------------------- | ----- | ---------------- | ----------- | ------------ | -------- |
| جشنواره بینش هند      | ۲۰۱۸  | هند، پالاکاد     | بهترین فیلم | میثم حسن‌زاده | نامزدشده |
| فستیوال بین‌المللی سحر | ۲۰۱۷  | بریتانیا، منچستر | بهترین فیلم | میثم حسن‌زاده | نامزدشده |
| جایزه طلایی لندن      | ۲۰۱۴  | بریتانیا، لندن   | بهترین فیلم | میثم حسن‌زاده | نامزدشده |